# The Kennel Club
The Kennel Club ("KC") è il kennel club ufficiale della Gran Bretagna ed è riconosciuto come il più antico kennel club (club cinofilo) del mondo. Gli scopi principali del club sono il coordinamento di diverse attività cinofile, tra cui le esposizioni canine e agility dog, e l'organizzazione del registro nazionale dei pedigree canini nel Regno Unito. La sede del club è in Clarges Street a Londra.
Il club riconosce 218 razze canine, organizzate in un sistema di registrazione diviso in sette gruppi principali: hound (segugi), working (cani selezionati per compiti specifici come i cani da guardia e da salvataggio), terrier, gundog (cani da caccia), pastoral (cani da pastore), utility (cani che sono stati selezionati per uno scopo o caratteristica diverse dalle altre categorie) e toy (cani da compagnia).
Il club patrocina numerose esposizioni cinofile in tutta la Gran Bretagna ma l'unica manifestazione organizzata direttamente dal KC è  Crufts, un'esposizione canina che ha luogo ogni anno, nel mese di marzo, a Birmingham.

## Storia

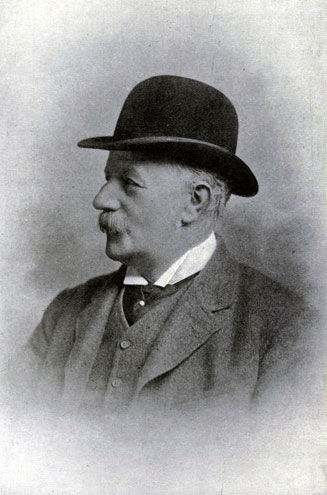
Sewallis E. Shirley, fondatore del Club

Il Kennel Club venne fondato il 4 aprile 1873 da Sewallis E. Shirley, insieme a dodici altri membri, allo scopo di creare un insieme di regole per gestire le competizioni cinofile che, all'epoca, stavano avendo un crescente successo. Si costituì così il primo kennel club nazionale al mondo, con sede in un appartamento al numero 2 di Albert Mansions in Victoria Street a Londra.

### Kennel Club Stud Book
Nel 1874 il club produsse il primo Kennel Club Stud Book, una pubblicazione che raccoglieva i risultati di tutte le esposizioni canine dal 1859 e un corpo di regole per l'organizzazione di esposizioni ed eventi sportivi cinofili. Da quell'anno il club ha continuato a pubblicare, a cadenza annuale, uno Stud Book, con gli elenchi dei vincitori delle esposizioni canine e degli sport cinofili, come agility dog e obedience. 

### Kennell Gazette
Un altro compito del club era la creazione e il mantenimento di un registro dei cani in modo da poterli facilmente identificare. Nel 1880 fu pubblicata la prima Kennell Gazette, una raccolta mensile di tutti i cani registrati. Questa pubblicazione, nel tempo, è diventata una delle fonti principali di informazioni concernenti i pedigree delle razze canine riconosciute dal club.

## Crufts

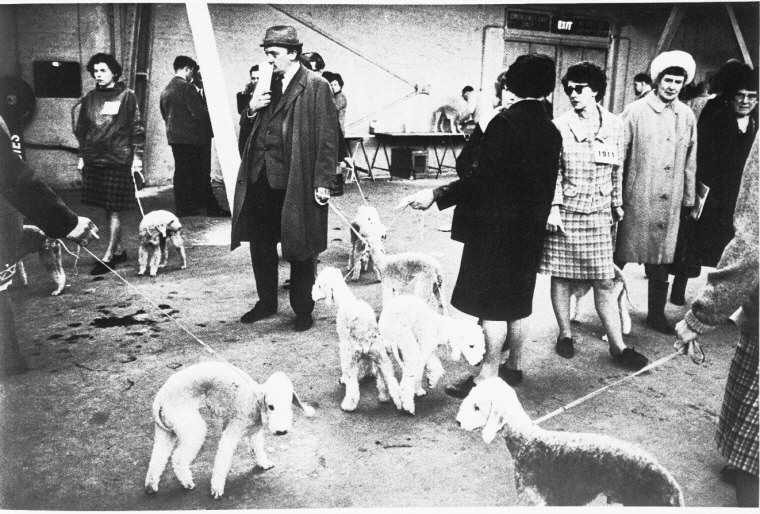
Crufts (1968)

Nel 1939 il Kennel Club acquisì il patrocinio dell'esposizione canina Crufts, in seguito alla morte del fondatore, Charles Cruft. Durante la seconda guerra mondiale l'esposizione fu interrotta e la prima edizione organizzata dal club fu quella del 1948, all'Olympia di Londra, con la presenza di 84 razze canine. Nel 1950 l'esposizione fu trasmessa in televisione dalla BBC per la prima volta.
Nel 1979 Crufts fu spostato a Earls Court dove rimase fino al 1991, anno della celebrazione del centenario e del passaggio al National Exhibition Centre di Birmingham.